# Lục địa Á-Âu
Lục địa Á-Âu hay Lục địa Âu-Á (còn được viết là đại lục Á-Âu hay đại lục Âu-Á) là một khu vực đất đai rộng lớn, bao gồm châu Âu và châu Á. Phần lớn nằm ở Đông và Bắc bán cầu, lục địa Á Âu có thể được coi là một siêu lục địa, một phần của siêu lục địa lớn hơn là đại lục Phi-Á Âu. Nó giáp với Đại Tây Dương ở phía Tây, Thái Bình Dương ở phía Đông, Bắc Băng Dương ở phía Bắc, Ấn Độ Dương ở phía Nam.
Lục địa Á-Âu có diện tích khoảng 55.000.000 km², khoảng 36,2% diện tích bề mặt Trái Đất, khoảng 5 tỷ người sinh sống (70% dân số thế giới). Loài người bắt đầu định cư tại lục địa này khoảng 60.000 đến 125.000 năm trước.
Trong kiến tạo địa tầng, mảng kiến tạo Á Âu bao gồm châu Âu và phần lớn châu Á, nhưng không bao gồm tiểu lục địa Ấn Độ, tiểu lục địa Ả Rập và khu vực phía đông của dãy Cherskiy tại Sakha.
Sự chia tách giữa châu Âu và châu Á như là 2 lục địa riêng biệt chủ yếu do lý do lịch sử và văn hóa, sự phân chia khu vực địa lý không rõ ràng. 
|  |
|  |

Thuật ngữ Eurasia (Á-Âu) còn được sử dụng trong chính trị quốc tế như là phương thức trung lập để chỉ các tổ chức hay các sự vụ liên quan đến các quốc gia hậu Xô viết, cụ thể là Nga, các nước cộng hòa Trung Á và các nước cộng hòa vùng Kavkaz. Nhiều người Âu không có ý niệm về lục địa Á-Âu, thông thường coi châu Âu và châu Á là các lục địa tách rời, với đường phân chia dọc theo biển Aegean, Dardanelles, Bosphorus, biển Đen, dãy núi Kavkaz, biển Caspi, sông Ural và dãy Ural, và thuật ngữ này phổ biến trên khắp thế giới, thậm chí châu Á chứa nhiều khu vực và nhiều nền văn hóa đa dạng cũng như châu Âu, và chúng cũng tách rời về mặt địa lý và khác biệt nhau giống như ở châu Âu. Từ quan điểm hiện đại, lục địa với ít lý do nhất để công nhận tách biệt chính là châu Âu, và trong giới khoa học nói chung người ta coi châu Âu và châu Á là đại lục Á-Âu.
Jared Diamond, trong cuốn sách của mình Guns, Germs and Steel (Súng, Mầm bệnh và Thép), đã quy ưu thế vượt trội của người Á-Âu trong lịch sử thế giới cho sự mở rộng theo chiều đông tây của đại lục Á-Âu và các khu vực khí hậu của nó, cũng như khả năng của các động và thực vật Á-Âu dễ thích hợp với điều kiện thuần hóa.
Con đường tơ lụa là biểu tượng của thương mại và trao đổi văn hóa liên kết các nền văn minh Á Âu trong suốt lịch sử và là chủ đề có độ phổ biến gia tăng. Trong các thập kỷ gần đây người ta đã tạo ra quan điểm về một lịch sử Á Âu lớn hơn, thiết lập các mối quan hệ di truyền học, văn hóa và ngôn ngữ giữa các nền văn minh châu Âu và châu Á thời cổ đại, mà trong một thời gian dài trước đó được cho là riêng biệt.
Adolf Erik Nordenskiöld đã đi vòng quanh lục địa Á Âu lần đầu tiên thời kỳ các năm 1878-1879.